# ماركو تكاليك
ماركو تكاليك (بالسلوفينية: Marko Tkalec)‏ مواليد 17 مارس 1977 في ماريبور، سلوفينيا، هو لاعب كرة مضرب سلوفيني سابق بدأ مسيرته كمحترف سنة 1997 وكان يلعب باليد اليمنى، اعتزل اللعب في 2009. أعلى تصنيف له في الفردي كان المركز الـ 243 في سنة 2002. أعلى تصنيف له في الزوجي كان المركز الـ 357 في سنة 2000.

## روابط خارجية
- ماركو تكاليك على موقع رابطة محترفي التنس (الإنجليزية)
- ماركو تكاليك على موقع الاتحاد الدولي لكرة المضرب (الإنجليزية)
- ماركو تكاليك على موقع خلاصة التنس.كوم (الإنجليزية)